# Diestrammena unicolor
Diestrammena unicolor är en insektsart som beskrevs av Brunner von Wattenwyl 1888. Diestrammena unicolor ingår i släktet Diestrammena och familjen grottvårtbitare. Inga underarter finns listade i Catalogue of Life.